# Христо Вълчев
Христо Димитров Вълчев е български военен деец, генерал-майор, участник в Сръбско-българската (1885), Балканската (1912 – 1913) и Междусъюзническата (1913), като командир на 10-и артилерийски полк, и в Първата световна война (1915 – 1918), като командир на 6-а артилерийска бригада.

## Биография
Христо Вълчев е роден на 8 октомври 1867 г. в Етрополе, Османска империя. На 12 ноември 1885 г. постъпва на военна служба. Взема участие в Сръбско-българската (1885) като доброволец в Ученическия легион, а през 1866 г. постъпва във Военното на Негово Княжеско Височество училище.. На 24 април 1887 г. завършва училището в 8-и випуск, произведен е в чин подпоручик и зачислен в 4-ти артилерийски полк. На 18 май 1890 г. е произведен в чин поручик, на 2 август 1894 г. в чин капитан. Служи в Софийския артилерийски склад.
През 1894 година, като капитан от 4-ти артилерийски полк е командирован в Генералщабната академия в Брюксел, Белгия, но през 1896 е откомандирован поради заболяване. През 1900 г. командва рота от 4-ти артилерийски полк, през 1903 г. е произведен в чин майор и на 31 декември 1906 в чин подполковник. През 1909 г. подполковник Вълчев е назначен за началник отдел във 2–ри артилерийски полк, служи и като интендант на полка, а през 1911 за председател на домакинската комисия при 4–и артилерийски полк.
По време на Балканската (1912 – 1913) и Междусъюзническата война (1913) подполковник Вълчев командва 10-и артилерийски полк, като на 18 май 1913 е произведен в чин полковник. През януари 1915 година е назначен за командир на Софийския крепостен артилерийски полк. По време на Първата световна война (1915 – 1918) полковник Вълчев командва 6-а артилерийска бригада от 6-а пехотна бдинска дивизия, след което служи в Главната реквизиционна комисия. Достига до чин генерал-майор.

## Военни звания
- Подпоручик (27 април 1887)
- Поручик (18 май 1890)
- Капитан (2 август 1894)
- Майор (1903)
- Подполковник (31 декември 1906)
- Полковник (18 май 1913)
- Генерал-майор

## Награди
- Царски орден „Св. Александър“ IV степен с мечове по средата
- Царски орден „Св. Александър“ III степен с мечове по средата
- Народен орден „За военна заслуга“ V степен на обикновена лента
- Орден „За заслуга“ на обикновена лента